# Mr. Peabody és Sherman kalandjai
A Mr. Peabody és Sherman kalandjai (eredeti cím: Mr. Peabody and Sherman) 2014-ben bemutatott amerikai 3D-s számítógépes animációs film, amely a Rocky és Bakacsin kalandjai című rajzfilmsorozat Peabody valószínűtlen történelme című szegmense alapján készült. A 28. DreamWorks-film rendezője Rob Minkoff, producerei Alex Schwartz és Denise Nolan Cascino. A forgatókönyvet Craig Wright, a zenéjét Danny Elfman szerezte. A mozifilm a DreamWorks Animation gyártásában készült, a 20th Century Fox forgalmazásában jelent meg. Műfaja sci-fi filmvígjáték.
Az Egyesült Királyságban 2014. február 7-én, az Egyesült Államokban 2014. március 7-én, Magyarországon 2014. március 13-án mutatták be a mozikban.
A történet az 1960-ban indult amerikai Rocky és Bakacsin kalandjai-n alapszik, amelynek szegmense a Peabody valószínűtlen történelme, és amelyben egy szuper okos kutya, és barátja, egy kisfiú visszautaznak a múltba, a történelem nagy eseményeihez.

## Cselekmény
A történet középpontjában Mr. Peabody, a világ legokosabb személye (aki történetesen egy kutya) áll. A film bemutatja, Mr. Peabody miként fogadja örökbe Shermant, az átlagos emberkisfiút, akivel, Peabody saját találmányán, a Voltkomppal, egy különleges időgéppel, a két kalandor izgalmas utazásokat tesz a múltba, hogy megismerjék a történelem nagy eseményeinek háttereit. A dolgok akkor vesznek váratlan fordulatot, mikor Sherman hibájából a Voltkomp meghibásodik, és veszélybe kerül az egész téridő-kontinuum, Peabody pedig élete talán legnehezebb kihívásával találja szemben magát – vajon belőle válhat-e jó szülő?

## Szereplők
| Szereplő                   | Eredeti hang       | Magyar hang        | Leírás |
| Főszereplők                | Főszereplők        | Főszereplők        | Főszereplők |
| -------------------------- | ------------------ | ------------------ | --- |
| Mr. Peabody                | Ty Burrell         | Kautzky Armand     | Egy intelligens beszélő kutya, sikeres üzletember, feltaláló, Nobel-díjas tudós, ínyenc és kétszeres olimpiai bajnok. Ő találja fel a Voltkompot, egy időgépet, mellyel fogadott fiával, Shermannal rendszeresen visszautazik a múltba. |
| Sherman                    | Max Charles        | Zelei Dániel       | Mr. Peabody örökbefogadott fia. Az eredeti sorozatban Mr. Peabody Sherman tulajdonosa. |
| Penny Peterson             | Ariel Winter       | Károlyi Lili       | Egy okos, 8 éves kislány, Sherman osztálytársa. Kezdetben nehezen viseli el Sherman társaságát, mi több, ellenségnek tekinti, ám idővel igaz barátra talál benne. Az eredeti sorozatban nem szerepel. |
| Paul Peterson              | Stephen Colbert    | Anger Zsolt        | Penny szülei. Kettejük közül Paul temperamentumos, míg Patty optimista. Mindketten végtelenül szeretik a lányukat, és mindig kiállnak mellette, akármilyen helyzetről legyen szó. |
| Patty Peterson             | Leslie Mann        | Nagy-Kálózy Eszter | Penny szülei. Kettejük közül Paul temperamentumos, míg Patty optimista. Mindketten végtelenül szeretik a lányukat, és mindig kiállnak mellette, akármilyen helyzetről legyen szó. |
| Mrs. Grunion               | Allison Janney     | Kocsis Mariann     | Rosszindulatú gyámügyi ellenőr, aki meglehetősen kritikus szemmel figyeli Mr. Peabody gyámságát Sherman fölött. |
| Purdy igazgató úr          | Stephen Tobolowsky | Magyar Attila      | Sherman iskolájának kissé együgyű, jámbor igazgatója. |
| Híres történelmi személyek |                    |                    | |
| Leonardo da Vinci          | Stanley Tucci      | Józsa Imre         | A világhírű festőművésznek Mr. Peabody a közeli barátja, akinek sokat segít találmányai megreparálásában. |
| Agamemnón király           | Patrick Warburton  | Gesztesi Károly    | A görögök rettenthetetlen vezére a trójai háborúban, kegyetlen harcos ugyan, de a szíve mégis vajból van. |
| Mona Lisa                  | Lake Bell          | Martin Adél        | Da Vinci híres olajfestményének modellje. Kevesen tudják, hogy a festményen megejtett mosolyát Mr. Peabody páratlan humorának köszönheti. |
| Albert Einstein            | Mel Brooks         | Forgács Gábor      | A híres tudós szintén Mr. Peabody jó barátja (csak kameoszerepe van). |
| Tutanhamon                 | Zach Callison      | Straub Norbert     | Ifjú egyiptomi uralkodó, Penny lehetséges férje. |
| Aj                         | Steve Valentine    | Vass Gábor         | Tutanhamon udvari főtanácsosa. |
| Marie Antoinette           | Lauri Fraser       | Kiss Erika         | Francia uralkodóhölgy, aki megszállottan rajong az édességekért. |
| Robespierre                | Guillaume Aretos   | N/A                | A francia forradalom vezetője, egyike Mr. Peabody fő ellenségeinek. |
| Sigmund Freud              | nem szólal meg     | nem szólal meg     | Kameószerep, Mr. Peabody barátja. |
| Jackie Robinson            | nem szólal meg     | nem szólal meg     | Kameószerep, Sherman első baseballmeccsénél láthatjuk. |
| Mahatma Gandhi             | nem szólal meg     | nem szólal meg     | Kameószerep, Peabody barátja. |
| George Washington          | Jess Harnell       | Dézsy Szabó Gábor  | Kameószerep, elnöki kegyelemben részesíti Peabodyt a film végén. |
| William Shakespeare        | nem szólal meg     | nem szólal meg     | Kameószerep, ő tanítja meg Shermant írni és olvasni. |
| Bill Clinton               | Jess Harnell       | N/A                | Kameószerep, elnöki kegyelemben részesíti Peabodyt. |
| Ludwig van Beethoven       | nem szólal meg     | nem szólal meg     | Kameószerep, zenélni tanítja Shermant. |
| Benjamin Franklin          | nem szólal meg     | nem szólal meg     | Kameószerep, Peabody tudósbarátja. |
| Spartacus                  | Walt Dohrn         | N/A                | Kameószerep, Peabody egyik ellensége. |
| Francia forradalmár        | Nicholas Guest     | N/A                | Kameószerep, Robespierre embere. |
| Abraham Lincoln            | Jess Harnell       | N/A                | Kameószerep, elnöki kegyelemben részesíti Peabodyt. |
| Isaac Newton               | Jess Harnell       | Papucsek Vilmos    | Egyike Peabody tudós barátainak. |
| Aiasz                      | Al Rodrigo         | Kapácsy Miklós     | Harcos a trójai háborúban. |
| Odüsszeusz                 | Tom McGrath        | Bolla Róbert       | Harcos a trójai háborúban. |
| Egyéb szereplők            |                    |                    | |
| Voltkomp                   | Leila Birch        | Czifra Krisztina   | Mr. Peabody találmánya, egy mesterséges intelligenciájú időgép, ami női géphangon beszél. Rendelkezik továbbá álcázóképességgel, illetve utasait az adott korhoz illő, megfelelő öltözékkel látja el, hogy azok ne keltsenek feltűnést a korban, amiben járnak. Az is kiderül, hogy a Voltkomp csak olyan időállományba enged elutazni, ahol az időutazó még nem élt. |
| Tanárnő                    | Patrice A. Musick  | Sági Tímea         | Sherman történelem tanára. |
| Carl                       | Joshua Rush        | Gerő Botond        | Sherman iskolai barátja. |
| Mason                      | Karan Brar         | Gerő Bence         | Sherman iskolai barátja. |
| Bíró                       | Dennis Haysbert    | Törköly Levente    | A gyámügyi tárgyalást vezető bíró, aki nagylelkűen engedélyezi Sherman adoptálását Mr. Peabody számára. |
| New York-i zsaru           | Jess Harnell       | N/A                | Járőr New York utcáin. |

## Produkció
Rob Minkoff rendező jó pár évvel korábban tervbe vetette Mr. Peabody és Sherman kalandjainak egész estés mozifilmjét. Legelsőnek 2003-ban vetette fel az ötletet, és ideiglenes szerződést kötött a Sprocketdyne Entertainment és Bullwinkle Studios-szal egy élőszereplős/animációval ötvözött Mr. Peabody és Sherman film elkészítésére, amelyet minden bizonnyal ő rendezett volna. A produkció becsődölt, és a film nem készült el.
2006-ban Minkoff csatlakozott a Dreamworks-höz, akikkel megállapodott a film számítógép-animációs feldolgozásában. Andrew Kurtzman írta meg a forgatókönyvet, Minkoff pedig elfoglalta a rendezői széket, és teljes gőzerővel folyamatba helyezte a film munkálatait.
A film eredeti szereposztásban Robert Downey Jr. szolgáltatta volna Mr. Peabody hangját,  ő azonban 2012 márciusában visszavonult a munkálatoktól, a szerepet helyette a Modern családból ismert Emmy-díj-as Ty Burrell vette át. 
Sherman hangjának, A csodálatos Pókemberben, Peter Parker fiatalkori énjét alakító Max Charles-t választották ki. Stephen Colbert, Leslie Mann, Ariel Winter is csatlakozott a film főszereplőinek gárdájához, valamint a híres történelmi személyek hangjaiként hallható Mel Brooks, Stanley Tucci, Patrick Warburton, Lake Bell, Zach Callison, és Dennis Haysbert.

## Kiadás egy rövidfilmmel
Egy rövidfilm készült a DreamWorks Animation gyártásában, melynek címe: Rocky és Bakacsin új kalandja, mely a Rocky és Bakacsin kalandjai című televíziós rajzfilmsorozaton alapul. A rövidfilmet Gary Trousdale, a Szépség és a Szörnyeteg társrendezője jegyzi, producere Nolan Cascino, forgatókönyvírója Thomas Lennon és Robert Ben Garant. Ebben a rövidfilmben Rocky hangját June Foray, Bakacsin hangját pedig Tom Kenny kölcsönzi. A rövidfilm a  mozifilm előtt lett volna látható, de végül nem valósult meg. Ennek helyében a Majdnem otthon című rövidfilm volt látható, mely egyben az első előzetese is a Végre otthon című egész estés animációs filmnek. A fent említett rövidfilm a Mr. Peabody és Sherman kalandjai Blu-Ray kiadványába kerül.

## Érdekességek
- Mel Brooks-nak ez volt a második DreamWorks Animation-os filmje. Az első az Egyiptom hercege (1998) volt.
- Patty Peterson szerepére Ellie Kemper, Michelle Trachtenberg, Tina Fey, Elizabeth Banks és Meryl Streep is jelölt volt.
- Paul Peterson szerepére Jack Coleman, Damian Lewis és Jason Segel is jelölt volt.
- Agamemnón király szerepére Dominic Purcell, Jamie Bamber, Karl Urban és Nathan Fillion is jelölt volt.
- Edwina Grunion szerepére Rosie O'Donnell, Octavia Spencer és Bernadette Peters is jelölt volt.[7]

## Televíziós megjelenések
- HBO, HBO Comedy, HBO 2, Super TV2, Mozi+, TV2 Kids, PRIME, Minimax
- TV2, Film+, RTL Három